# 넥서스 6P

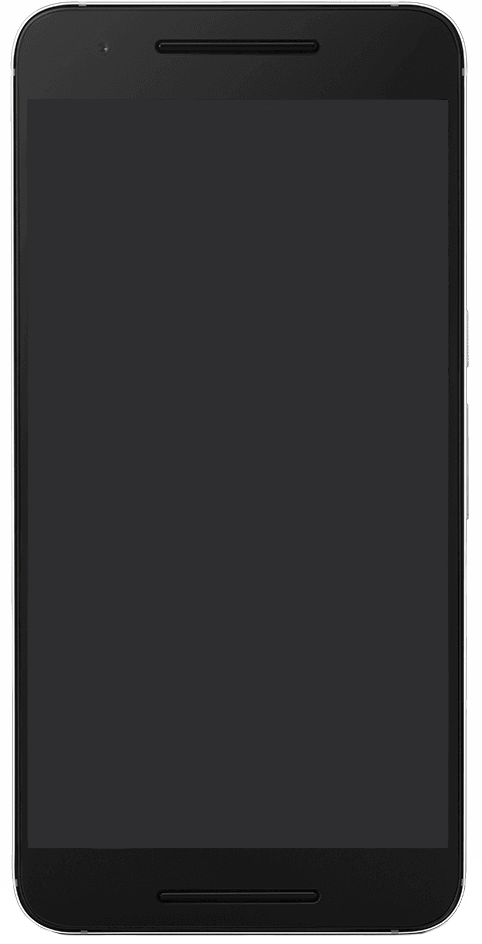

넥서스 6P(Nexus 6P, 코드명: Angler)는 구글이 개발하고 화웨이가 제조한 안드로이드 스마트폰이다. 구글의 넥서스 계열의 안드로이드 기기 중 대표 기기인 넥서스 6의 뒤를 잇는다. 공식적으로는 미국 샌프란시스코의 구글 넥서스 2015 언론 행사에서 넥서스 5X와 더불어 2015년 9월 29일 모습을 드러냈으며, 미국, 영국, 아일랜드, 일본에서 같은 날 선주문이 시작되었다.
이전의 넥서스 기기들에 비해 상당한 변경사항이 있었는데, 여기에는 넥서스 6에 비해 더 얇고 더 가벼워진 올 알루미늄 기반 본체, 넥서스 임프린트로 불리는 후방 지문 인식기, 더 빨라진 옥타 코어 스냅드론 810 v2.1 시스템 온 칩(SoC), 능동형 유기 발광 다이오드 디스플레이, 더 개선된 카메라, 강화된 LTE 연결, USB-C, 독 커넥터, 무선 충전의 제거가 포함된다.
넥서스 5X와 더불어 넥서스 6P는 안드로이드 6.0 마시멜로용 장치로 런칭했으며 새로워진 인터페이스, 성능, 배터리 수명 개선, 구글 나우 온 탭 연동, 세세한 퍼미션 모델, 지문 확인, 기타 새로운 기능들이 도입되었다.
2016년 10월 4일, 구글은 이후의 제품인 구글 픽셀 XL을 선보였다.

## 역사
넥서스 6P는 구글이 중국 기업 화웨이와 공동 개발한 최초의 넥서스 전화이다. 장치의 이미지들은 2015년 9월 처음으로 유출되었고, 유출본에 따르면 알루미늄 디자인에 카메라를 포함하고 있고 장치 위에는 위로 올라온 바(bar)를 갖추고 있었다.
2015년 9월 29일 미국 샌프란시스코의 레프트 스페이스 스튜디오(Left Space Studios)의 언론 행사에서 넥서스 6P가 공식적으로 모습을 드러낸 뒤(안드로이드 엔지니어링 VP Dave Bruke에 의해) 499 달러 가격대부터 32 GB 모델이 출시되는 것이 확인되었다.
전작에 비해 넥서스 6P의 디자인 개선에 상당한 노력이 들어갔으며, 여기에는 구글의 상당한 디자인 영향력이 조합되었다. 구글의 엔지니어들은 화면을 5.7 인치로 줄임으로써 전화를 한 손으로 잡을 수 있는 인체공학적 개선이 이루어졌다고 언급하였으며 평평한 바닥 위에 놓을 때 전화가 회전할 가능성을 없애기 위해 넥서스 6의 튀어나온 부분은 수평 스트립으로 변경되었다. USB-C 충전 포트를 핵심으로 하고 있다. 화웨이의 연구개발 VP는 짧은 개발 사이클, LTE 밴드의 전화를 글로벌 시장에 내놓는 기술적 복잡성, 올 알루미늄 전화의 설계상 난해함을 포함한 여러 문제들에도 불구하고 넥서스 6P를 꿈의 프로젝트로 묘사하였다.
2016년 10월, 구글은 넥서스 6P를 온라인 구글 스토어에서 제거하였다.. 그 뒤 구글은 지원 페이지를 다음과 같이 업데이트하였다:
- 넥서스 6P의 안드로이드 버전 업데이트는 2017년 9월 이후로 보증할 수 없다.
- 넥서스 6P의 보안 업데이트는 2018년 9월 이후로 보증할 수 없다.

## 사양

### 하드웨어
넥서스 6P는 1.95 GHz의 4개의 ARM Cortex-A57 코어 및 1.55 GHz의 4개의 ARM Cortex-A53 코어를 갖춘 빅리틀 아키텍처의 옥타 코어 스냅드래곤 810 v2.1 시스템 온 칩(SoC)을 사용한다. 이 SoC에는 최대 OpenGL ES 3.1까지 지원하는 Adreno 430 GPU를 포함한다.
넥서스 6P는 3 GB의 LPDDR4 RAM을 갖추고 있으며, 넥서스 6에 사용된 LPDDR3에 비해 전력 소비량이 더 낮다. 사용 가능한 스토리지 크기로는 32, 64, 128 GB의 내부 스토리지가 있다. 사용된 스토리지는 10 나노미터 공정의 삼성이 제조한 eMMC 5.0 멀티레벨 셀 NAND 플래시이다.
이전 넥서스 6와 비슷하게 넥서스 6P는 삼성이 제조한 AMOLED 디스플레이를 사용하고 있다. 화면은 518 ppi의 WQHD(2560x1440 화소) 해상도이다. 5.7인치 크기로 작아지면서 접근성을 높였다.
배터리 용량은 3450 mAh이며 충전을 위해 USB-C 단자를 사용한다.

### 소프트웨어
이 전화에는 안드로이드 6.0 마시멜로가 포함되어 출시되었다.
2017년 8월, 구글은 넥서스 6P에 대해 안드로이드 8.0 오레오를 출시하였다.

### 네트워크 호환성
| 모델  | FCC id   | 통신사/지역 | GSM 밴드 | CDMA 밴드  | UMTS 밴드 (3G)                 | TD-SCDMA | LTE 밴드                                                              | CA DL 밴드 |
| ----- | -------- | ----------- | -------- | ---------- | ------------------------------ | -------- | --------------------------------------------------------------------- | --- |
| H1511 | QISH1511 | 북아메리카  | 쿼드     | 0 / 1 / 10 | 1 / 2 / 4 / 5 / 8              | 빈칸     | 2 / 3 / 4 / 5 / 7 / 12 / 13 / 17 / 25 / 26 / 29 / 30 / 41             | B2-B2, B2-B4, B2-B5, B2-B12, B2-B13, B2-B17, B2-B29, B4-B4, B4-B5, B4-B12, B4-B13, B4-B17, B4-B29, B41-B41                        |
| H1512 | QISH1512 | 기타 지역   | 쿼드     | 0 / 1      | 1 / 2 / 4 / 5 / 6 / 8 / 9 / 19 | 34 / 39  | 1 / 2 / 3 / 4 / 5 / 7 / 8 / 9 / 17 / 19 / 20 / 28 / 38 / 39 / 40 / 41 | B1-B5, B1-B8, B1-B19, B3-B3, B3-B5, B3-B7, B3-B8, B3-B19, B3-B20, B3-B28, B5-B7, B7-B7, B7-B20, B7-B28, B39-B39, B40-B40, B41-B41 |